# Qendër Tomin
Qendër Tomin is een plaats en voormalige gemeente in de stad (bashkia) Dibër in de prefectuur Dibër in Albanië. Sinds de gemeentelijke herindeling van 2015 doet Qendër Tomin dienst als deelgemeente en is het een bestuurseenheid zonder verdere bestuurlijke bevoegdheden. De plaats telde bij de census van 2011 7590 inwoners.

## Bevolking
Volgens de volkstelling van 2011 telde de (voormalige) gemeente Qendër Tomin 7.590 inwoners. Dat is een daling vergeleken met 10.269 inwoners op 1 april 2001. De bevolking bestaat hoofdzakelijk uit etnische Albanezen, gevolgd door een kleine gemeenschap van Balkan-Egyptenaren.
De bevolking van Qendër Tomin is, in tegenstelling tot de rest van Albanië, vrij jong. Van de 7.590 inwoners waren er 1.873 tussen de 0 en 14 jaar oud, 5.061 inwoners waren tussen de 15 en 64 jaar oud en 656 inwoners waren 65 jaar of ouder.

#### Religie
De grootste religie in Qendër Tomin is de islam. 
| Religieuze samenstelling in de plaats (bashki) Qendër Tomin | Religieuze samenstelling in de plaats (bashki) Qendër Tomin | Religieuze samenstelling in de plaats (bashki) Qendër Tomin | Religieuze samenstelling in de plaats (bashki) Qendër Tomin | Religieuze samenstelling in de plaats (bashki) Qendër Tomin | Religieuze samenstelling in de plaats (bashki) Qendër Tomin |
| Deelgemeente                                                | Aantal inwoners (census 2011)                               | Islam (%)                                                   | Katholieke Kerk in Albanië (%)                              | Albanees-Orthodoxe Kerk (%)                                 | Bektashi (%)                                                |
| ----------------------------------------------------------- | ----------------------------------------------------------- | ----------------------------------------------------------- | ----------------------------------------------------------- | ----------------------------------------------------------- | ----------------------------------------------------------- |
| Qendër Tomin                                                | 7.590                                                       | 95,99 procent                                               | -                                                           | -                                                           | -                                                           |